# آی‌آی-وی‌آی
آی‌آی-وی‌آی (انگلیسی: II-VI) شرکت الکترونیک و نیم‌رسانا ساز آمریکایی است، که در سال ۱۹۷۱ بنیان‌گذاری شد.